# Estado de Katanga
El Estado de Katanga fue una república no reconocida y un Estado sin litoral que comprendía la provincia de Katanga, en la actual República Democrática del Congo. Fue proclamado el 11 de julio de 1960 al salir elegido Patrice Lumumba como primer ministro de la República Democrática del Congo, creada ese mismo año con la desaparición del Congo Belga. La proclama la realizó Moisés Tshombe, presidente del partido regionalista CONAKAT (Confédération des Associations Tribales du Katanga).
Katanga supuso un periodo oscuro de la Historia. Allí desaparecieron varias personas, como, por ejemplo, el anticolonialista y primer presidente congoleño Patrice Émery Lumumba, que no solo fue asesinado junto con dos compañeros, sino que sus restos fueron rociados con ácido, con el beneplácito de militares belgas y de la CIA. El presidente fue entregado por un antiguo representante gubernamental, Jonas Mukamba. Del mismo modo se perpetraron varias masacres de civiles. Conocidos estos sucesos, el Consejo de Seguridad de Naciones Unidas tomó el 21 de febrero de 1961 la resolución 161, por la que se decidía a intervenir para impedir una guerra civil en la recién creada República Democrática del Congo.
Se ha querido ver en esta rápida respuesta de la ONU un interés económico, ya que las dos provincias que se separaron de la república congoleña nada más nacer lo hicieron auspiciadas por antiguos colonos enriquecidos. Katanga era muy rica en minas de cobre y Kasai, la otra región que quiso independizarse, en oro.

## Intervenciones de la ONU y la Unión Soviética
El presidente congoleño, Patrice E. Lumumba, sentía que su mandato en la nueva república era mínimo y se sintió engañado por la poca ayuda que le prestaban las tropas occidentales de las Naciones Unidas, a pesar de la rapidez con las que habían sido enviadas. Lumumba pidió socorro a la Unión Soviética para detener los intentos separatistas de las dos provincias, Katanga y Kasai. El gobierno soviético de Nikita Jruschov le concedió aviones, camiones y armas, pero llegó demasiado tarde para evitar la masacre de los luba en Kansai a manos del ejército congoleño. A pesar de todo, la ayuda soviética fue interpretada en Estados Unidos como un gran paso en la Guerra Fría. Por lo tanto, se creó un clima de caos y violencia en la región, en la que se mezclaban los intentos independentistas de dos Estados no reconocidos, los intentos mutuos de destitución de los presidentes del Congo Belga y la República Democrática del Congo, las masacres étnicas, las aún ascuas de los intereses coloniales, la confusión del ejército congoleño y las intervenciones militares de la ONU y la Unión Soviética.
En lo que se refiere a Katanga, Élisabethville, la capital, fue tomada por tropas de la ONU en enero de 1963. Su presidente rindió el país el día 15 de ese mes.

## Últimas consecuencias
Aunque el Estado de Katanga fue finalmente anexado por la República Democrática del Congo y Tshombe fue exiliado, primero a Rodesia del Norte y después a España, las tropas de las Naciones Unidas se retiraron en 1964. En esa fecha Moisés Tshombe, antiguo presidente de Katanga, llegó a ser el dirigente del Congo. Su gobierno causó una crisis aún más grave en el país, con repercusiones mundiales, y sólo un año después fue cesado como presidente y tuvo que volver a España. Secuestrado y encarcelado, murió en Argelia en 1969.